# Bréhéville
Bréhéville település Franciaországban, Meuse megyében. Lakosainak száma 186 fő (2022. január 1.). Bréhéville Brandeville, Écurey-en-Verdunois, Fontaines-Saint-Clair, Jametz, Lissey, Remoiville, Vilosnes-Haraumont és Vittarville községekkel határos.

## Népesség
A település népességének változása:
| Lakosok száma | 302  | 263  | 250  | 171  | 192  | 179  | 171  | 168  | 174  | 186  |
|               | 1968 | 1982 | 1990 | 2006 | 2013 | 2015 | 2017 | 2019 | 2020 | 2022 |